# Danijel Kajmakoski
Danijel Kajmakoski (Macedonisch: Даниел Кајмакоски) (Struga, 17 oktober 1983) is een zanger uit Noord-Macedonië.

## Overzicht
Danijel Kajmakoski begon zijn muzikale carrière in 2000 in enkele musicals. In 2009 nam hij deel aan Ohrid Fest met Nezhna ko princeza. In 2011 schreef hij voor Karolina Gočeva Ne se vrajkas, een nummer dat een grote hit zou worden in de hele Balkan. In 2013 nam hij deel aan X Factor Adria, een talentenjacht in Bosnië en Herzegovina, Macedonië, Montenegro en Servië. Na negen weken won hij op 25 maart 2013 de finale.
Op 12 november 2014 nam hij deel aan Skopje Fest 2014, de Macedonische voorronde voor het Eurovisiesongfestival. Met het nummer Lisja esenski wist hij met de eindoverwinning aan de haal te gaan, waardoor hij zijn vaderland mocht vertegenwoordigen op het Eurovisiesongfestival 2015 in de Oostenrijkse hoofdstad Wenen. Hij bleef er steken in de halve finale.
1998: Vlado Janevski · 
2000: XXL · 
2002: Karolina · 
2004: Toše Proeski · 
2005: Martin Vučić · 
2006: Elena Risteska · 
2007: Karolina · 
2008: Tamara, Vrčak & Adrian Gaxha · 
2009: Next Time · 
2010: Gjoko Taneski · 
2011: Vlatko Ilievski · 
2012: Kaliopi · 
2013: Esma & Lozano · 
2014: Tijana Dapčević · 
2015: Danijel Kajmakoski · 
2016: Kaliopi · 
2017: Jana Burčeska · 
2018: Eye Cue · 
2019: Tamara Todevska · 
2021: Vasil · 
2022: Andrea
- International Standard Name Identifier: 0000 0001 3111 7779
- MusicBrainz: d2d17f97-426f-4951-a4ce-437de9ca72ab
- Virtual International Authority File: 811163707114529422969